# Удино, Никола Шарль Виктор
Никола Шарль Виктор Удино (фр. Nicolas Oudinot;  3 ноября 1791, Бар-ле-Дюк — 7 июня 1863, там же) — герцог Реджио, французский военачальник, Генерал-лейтенант, политический деятель, военный писатель
.

## Биография

Герб Удино, герцога Реджо

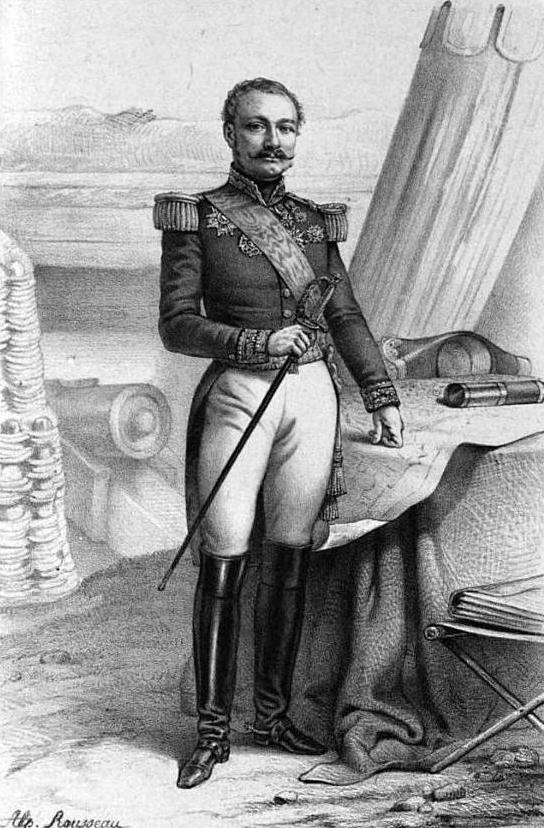

Старший сын маршала Николы Шарля Удино, участника революционных и наполеоновских войн.
Принимал в 1809–1814 гг. участие в наполеоновских походах; в 1814 г. получил чин полковника. В отличие от своего отца был кавалеристом, а после выхода в отставку в первые годы Реставрации командовал кавалерийской школой в Сомюре (1822–1830) и был генеральным инспектором кавалерии (1836–1848). 
Во время Ста дней остался верен Людовику XVIII. 
С 1835 года служил в Алжире, с целью отомстить за младшего брата, убитого алжирцами. В 1842 г. был избран в палату депутатов, где присоединился к левому центру и вотировал вместе с А. Тьером. 
Был команжующим французской экспедиции, которая осадила и взяла Рим в 1849 году, сокрушив недолговечную революционную Римскую республику и восстановил светскую власть Папы Пия IX под защитой французского оружия. 
Выбранный в законодательное собрание, он занял в нём место в ряду орлеанистов. В декабре 1851 года та часть палаты депутатов, которая протестовала против государственного переворота, назначила его начальником войск, которые должны былих бороться с Наполеоном III; вследствие этого Удино был арестован, но уже через несколько дней освобождён. После участия в сопротивлении Второй республике , ушёл из военной и политической жизни, но остался в Париже.
Удино писал по военным и экономическим вопросам. Помимо кратких воспоминаний о своих операциях в Италии в 1849 году, написал несколько работ, представляющих специальный интерес, о воинских званиях и орденах, использовании солдат при строительстве общественных сооружений, кавалерии и её надлежащем размещении.: